# Дюпон и Дюпонн
Дюпон и Дюпонн (фр. Dupond et Dupont) — пара вездесущих полицейских детективов в «Приключениях Тинтина». Их практически невозможно отличить друг от друга, хотя тинтиноведы утверждают, что слегка отличается форма их усов.
Детективы подвержены спунеризму и совершенно некомпетентны в полицейских делах. Каждое их появление на страницах комикса производит комический эффект. В английской версии комиксов они именуются Томсон и Томпсон (англ. Thomson and Thompson).

## История персонажей
Художник Эрже впервые представил туповатых полицейских публике на страницах альбома «Тинтин в Конго» (1931). Более заметная роль отведена им в следующем альбоме, «Сигары фараона» (1932). В ранних альбомах детективов зовут X33 и X33b и они занимаются тем, что преследуют Тинтина, подозревая его в преступлениях, которые он не совершал, и пытаясь арестовать его в самый неподходящий момент. Свои нынешние имена детективы получили в «Скипетре Оттокара» (1938).
Из 19 альбомов, изданных после «Сигар фараона», детективы не появляются только в двух. Дюпон и Дюпонн носят чёрные котелки и ходят с тростью. Во время заграничных командировок они в целях конспирации переодеваются в экзотические местные одежды, чем обращают на себя всеобщее внимание. В альбоме «Тинтин в стране чёрного золота» (1950) Дюпон и Дюпонн по ошибке проглотили пилюли, из-за которых у них выросли огромные бороды, постоянно меняющие цвет.
Тинтиноведы считают, что прообразами полицейских в чёрных котелках послужили отец и дядя художника, которые были близнецами.

## Популярность

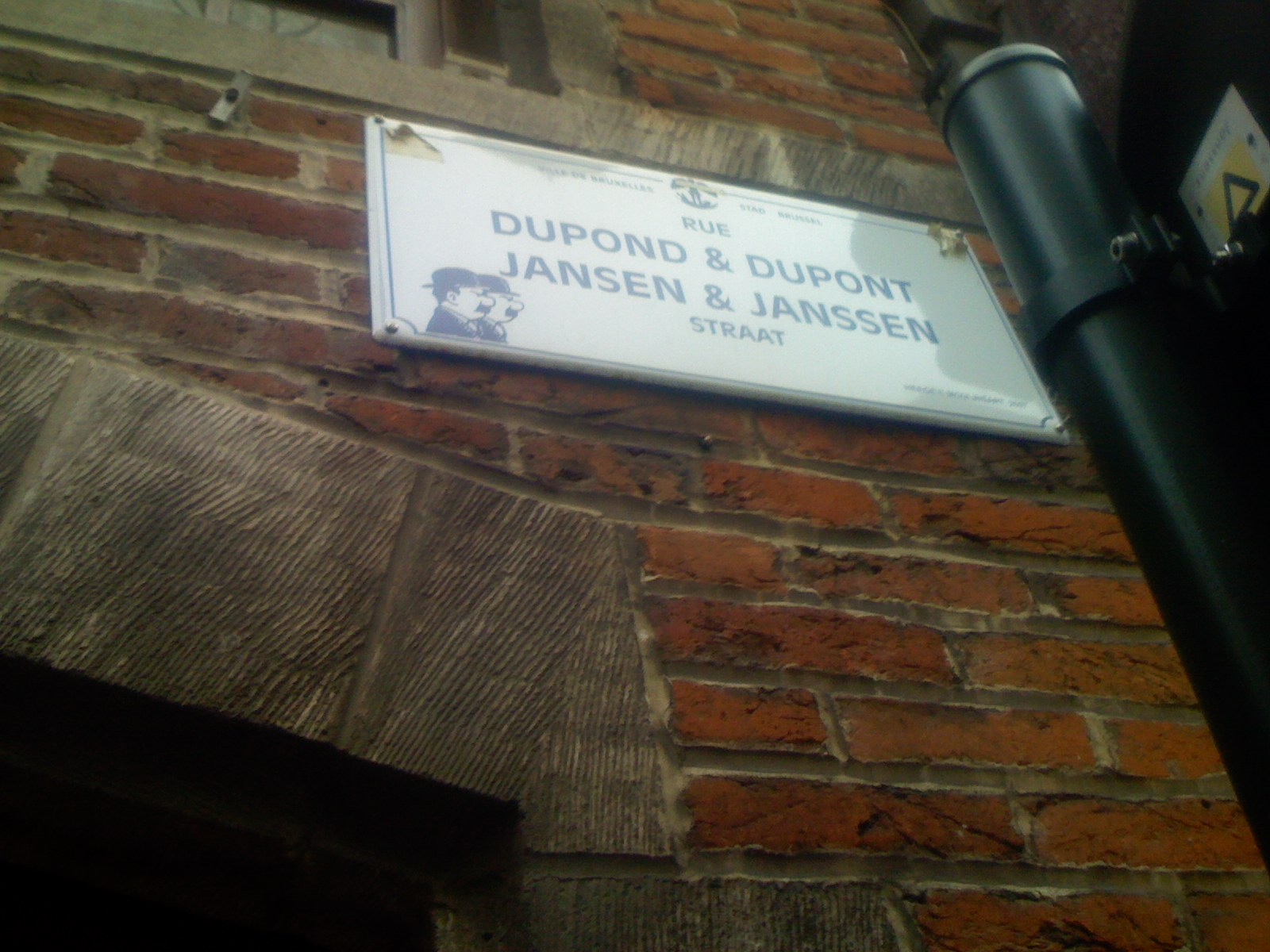
Улица Дюпона и Дюпонна в Брюсселе

- В фильме Спилберга о приключениях Тинтина их озвучивают традиционно работающие в паре комики Саймон Пегг и Ник Фрост.
- В честь героев «Приключений Тинтина» взяла название английская поп-группа Thompson Twins.
- В Брюсселе существует улица Дюпона и Дюпонна.